# 塩見康史
塩見 康史（しおみ やすし、1972年5月23日 - ）は、日本の作曲家。

## 略歴
神奈川県出身。早稲田大学第一文学部を卒業した。作曲は独学である。2017年、「古き森の戦記」が、第28回朝日作曲賞 (吹奏楽)を受賞。2018年、「妖精の国」が、日本ハープコンクールジュニア部門課題曲に選出される。2020年、日本アマチュアオーケストラ連盟の委嘱により、「Sinfonietta "Millennium Prelude"」を作曲する。

## 主な作品

### オーケストラ・吹奏楽作品
- Sinfonietta ”Millennium Prelude”（日本アマチュアオーケストラ連盟委嘱作品）(2020年)
- 古き森の戦記（第28回朝日作曲賞受賞作品）(2017年)
- 吹奏楽のための「森の精霊」(2017年)

### コントラバス作品
- コントラバス・ソナタ（2003年日本現代音楽協会主催「コントラバスフェスタⅡ」公募入選）(2001年)
- 幻想曲「時のさすらい人」　(2012年)
- エレジー　(2008年)
- クラリネットとコントラバスとピアノのための組曲「J＆J」(2022年/2010年)
- コントラバスのための演奏会用練習曲集「四季」 全12曲　(2017年)

### その他
- 弦楽のためのソナタ　(2013年)
- 妖精の国（2018年日本ハープコンクールジュニア部門課題曲公募選出）(2018年)